# バウアンルーレット
バウアンルーレット（独: Bauernroulette）は、ドイツで考案されたらしいゲームである。複数の会社から販売されている。チロリアンルーレットという商品名でも知られている。バウアンルーレットという名前は、これが「貧乏人のルーレット」であることを示している。バウアー（Bauer）とは、ドイツ語で「農民」、「農業従事者」、「主にヨーロッパの農業労働者階級の一人」を意味する。バウアンルーレットでは、6個の木製のボールが入った木製の円形のプレイ面の中央で、独楽が回転する。ボールはランダムな方向に跳ね返り、表面にあるいくつかの中空のくぼみの中に入ったり、小さな穴を通って回転面の外にある部屋に入ったりする。一般的には、この外側の部屋にボールを入れることで最も多くの得点が得られる。熟練したプレイヤーは、30秒以上動き続けるようにコマを回転させることができる。

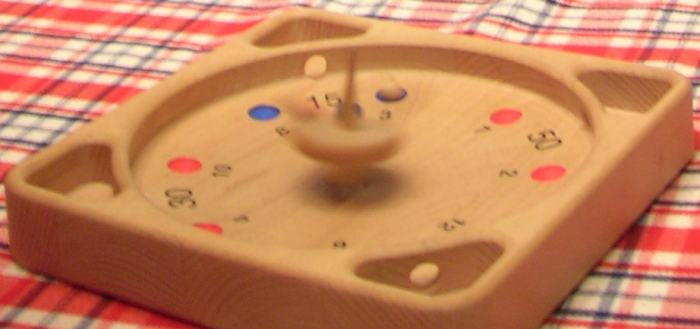
古いバージョンのゲームの画像。新しいバージョン（インターネットで入手可能）は、八角形の形をしており、外側に4つではなく8つの「ボウル」がある。

## ルール
1. 6個のボール（白4個、赤1個、緑1個）を競技場の中央に置く。
2. その近くに独楽を置き、回転させる。
3. ボールは小さなくぼみやボウルに向かって打たれる。
4. ボールが入ったくぼみやボウルには、それぞれポイントが設定されている。ボールが留まったくぼみのポイントをそれぞれ加算する。
5. もし赤いボールがくぼみに入っていたら、そのボールのポイント数は2倍になる。
6. 緑のボールがくぼみに入っていた場合は、他の5つのボールで得た合計からポイントを引く。
7. ボールが競技面から飛び出すことがある。これらのボールはそのラウンドではアウトとなり、コマが回転している間は交換できない。
8. 6個のボールをすべてを得点したプレイヤーは、もう一度コマを回すことができる。
9. 勝者は、ゲーム前に合意したポイント数に先に到達したプレイヤーとなる。通常、この合計点は1000点である[2]。

### 別ルール
緑と白のボールで得点した場合、赤のボールでも得点した場合のみ有効と規定することもできる。